# Битва при Хунейне
Битва при Хунейне — битва между мусульманами и язычниками в 630 году в долине Хунейна. Она произошла на одной из дорог, ведущих из Мекки в ат-Таиф, и закончилась победой войска Мухаммеда. Битва при Хунейне является одной из двух битв, упомянутых в Коране по названию.

## Перед сражением
Завоевание Мекки стало тяжёлым ударом для многобожников Аравийского полуострова, и они решили нанести удар по мусульманам. Среди племён, решивших оказать сопротивление растущему мусульманскому государству, были племена джаммиты, саадиты, хавазины, сакифы и племя Бану Саад, в котором в детстве воспитывался Мухаммед.
Хавазины и их союзники Бану Сакиф, узнав о походе на Мекку, произвели мобилизацию своих сил. Узнав о намерениях противника, пророк Мухаммед приказал снарядить войско численностью 12 000 человек и выступить в направлении ат-Таифа. Это произошло через две недели после завоевания Мекки.

## Начало сражения
Малик ибн Ауф приказал всем взять с собой семьи и скот. По его мнению, это должно было предотвратить бегство. Старый вождь племени Дурайд возразил Малику ибну Ауфу, но его не послушались. Хавазины устроили засаду в узком ущелье и стали дожидаться мусульман.
В среду вечером десятого шавваль мусульманская армия прибыла в долину Хунейна. Когда мусульмане увидели своё численное превосходство, они почувствовали себя уверенно и относились с пренебрежением к врагам. Хавазины неожиданно напали на мусульман и нанесли им удар, используя рельеф местности и прячась за камнями. Когда хавазины начали бросать камни на мусульман, среди мусульман началась паника и они бросились бежать.
Среди тех, кто остался сражаться, были Али ибн Абу Талиб, который был знаменосцем, Аббас, Фазал ибн Аббас, Усама и Абу Суфьян ибн Хариса.

## Окончание сражения
Видя, как мусульмане убегают, Мухаммед бросился в самую гущу врага и приказал Аббасу звать к себе сподвижников, давших клятву под деревом. И Аббас начал громко обращаться к сподвижникам: «Где те сподвижники, которые клялись под деревом Мухаммаду?!». Услышав призыв Аббаса, сподвижники один за другим начали стекаться вокруг Посланника Аллаха, говоря: «Вот я перед тобой, о Посланник Аллаха! Слушаюсь и повинуюсь!», пока таким образом вокруг него не собралось около 140 сподвижников.
Во время сражения пророк Мухаммед взял в руки горсть земли и, сказав: «Да исказятся лица», бросил в сторону противника. Эта земля засыпала глаза всем хавазинам и вызвала замешательство и панику в их рядах. Воспользовавшись этим, мусульмане начали теснить их и вынудили хавазинов покинуть поле боя, бросив семьи и скот.

## После битвы
Бежав с поля боя, хавазины оставили мусульманам около 24 тыс. верблюдов, 40 тыс. овец, 4 тыс. унций серебра и 6 тыс. пленных, а также большое количество крупного рогатого скота.
Хавазины разделились на две группы, одна из которых бежала в крепость ат-Таиф, а другая – в долину Автас. В долину Автас вышел отряд Абу Амира, а пророк Мухаммед направился в ат-Таив и осадил его. Настигнув хавазинов в долине Автас, мусульмане и хавазины устроили поединок сильнейших воинов, который по обычаю происходил перед сражением. На стороне мусульман вышел сам Абу Амир, который поочерёдно убил 9 братьев — известных храбрецов. Убив последнего врага, на него накинулись двое хавазинов и убили его. Племянник Абу Амира, Абу Муса, возглавил войско и разбил противника.
Среди пленных оказалась и молочная сестра пророка Мухаммеда, которая сразу же получила свободу.